# Тріщинно-жильні води
Тріщинно-жильні води (рос. трещинно-жильные воды, англ. fracture-vein water; нім. Kluftgangwasser n) — підземні води, що залягають і циркулюють в окремих відкритих тріщинах, зонах підвищеної тріщинуватості і тектонічних порушень, що розповсюджуються на велику глибину.
У гірничих виробках на глибинах до 150 м вони виявляються у вигляді короткочасних високодебітних припливів і проривів води, а на глибину понад 150 м у вигляді короткочасних і відносно малодебітних припливів і проривів часто мінералізованих вод.
Заходи захисту гірничих виробок від Т.-ж.в. включають проведення водознижуючих свердловин при глибині розробки до 150 м і підняттєвих свердловин з підготовчих виробок при більшій глибині.